# Piazza San Bernardino da Siena
Piazza San Bernardino da Siena si trova all'ingresso del centro storico di Castelmuzio, in fondo al viale della Rimembranza. La piazza si articola su due livelli: il primo, a livello del suddetto viale, ed il secondo, sopraelevato e collegato al primo tramite una rampa.

## Primo livello
Sul primo livello si affacciano delle palazzine del XIX secolo di un piano. Sul muro di contenimento del secondo si trova il Monumento ai Caduti, costruito nel dopoguerra. Esso è composto da un muro in cotto con bordi in pietra bianca. Al centro, sotto la lapide che commemora i caduti ed i dispersi del paese, c'è, in una nicchia a forma di lunetta semicircolare, la "Pietra di San Bernardino", sulla quale, secondo la tradizione, San Bernardino da Siena riposava dopo aver predicato nel paese.

## Secondo livello
Il secondo livello, rialzato, è in parte area pedonale, in parte parcheggio dei residenti del centro storico di Castelmuzio. Sulla piazza si affaccia la "Porta Nuova", cinquecentesca, costruita al fianco della "Porta vecchia", inglobata dentro un'abitazione privata. Sopra l'arco a tutto sesto della Porta Nuova si trova una ceramica invetriata raffigurante "San Giorgio e il drago".